# Lago Piru
El lago Piru (en inglés: Lake Piru, pronunciación en inglés /ˈpaɪɹuː/) es un embalse artificial de los Estados Unidos. Se localiza en el bosque nacional Los Padres en las montañas Topatopa del sur de California, en el condado de Ventura. Su construcción fue en 1955 en el cauce del río Piru que desde entonces se ha vuelto un afluente de la represa del río Santa Clara.

## Conservación
La altitud del embalse es de 318 m, y la altitud del vertedero de la presa es de 322 m. El lago drena una pequeña cuenca de 1,091 km² y su máxima profundidad es de 40 m. La represa es propiedad y está operada por el United Water Conservation District con sede en la cercana Santa Paula. El distrito es uno de servicios múltiples que proporciona control de inundaciones, servicios de recreación, conservación de aguas subterráneas y superficiales, reposición de aguas subterráneas y agua mayorista para usos agrícolas y urbanos en el valle del río Santa Clara y la llanura de Oxnard. Formada el 5 de diciembre de 1950, bajo la Ley de Conservación del Agua de 1931, posee aproximadamente 2200 acres alrededor e incluyendo el lago y la presa (890 ha).

## Área recreativa
El área recreativa del Lago Piru, a lo largo de la costa occidental, tiene alrededor de 24 ha con varias instalaciones recreativas para acampar, pasear en bote, pescar, nadar y hacer un pícnic. El campings con 238 plazas tienen conexión de agua y electricidad junto con un snack bar. Hay un puerto deportivo de servicio completo con un embarcadero con 66 amarres . El lago está situado aguas abajo del lago Pyramid y se puede acceder desde Piru Canyon Road, cerca de la ciudad de Piru.
La Oficina de Evaluación de Riesgos para la Salud Ambiental de California (OEHHA, por sus siglas en inglés) ha desarrollado un aviso de alimentación segura para el lago Piru basado en los niveles de mercurio o PCB que se encuentran en los peces capturados en este cuerpo de agua.

### Especies invasivas
Los mejillones Quagga se establecieron en el Lago Piru y luego aguas abajo en el bajo río Piru en 2013. Si bien este fue el primer descubrimiento en el Condado de Ventura, son una especie invasora que se encuentra en varios ríos y lagos en los Estados Unidos.  A partir de 2014, el distrito exploró opciones utilizando un panel técnico compuesto por personal estatal de Pesca y Vida Silvestre, así como representantes del Servicio Nacional de Pesca Marina y otras agencias federales, estatales y locales. El distrito tiene que desarrollar planes para hacer frente a una mayor colonización. El Distrito Municipal de Agua de Casitas que administra el cercano Lago Casitas sugirió que se drene el embalse. También se consideró envenenarlo con una solución de potasio.

## Incidentes
Debido a las duras condiciones como escombros, baja visibilidad, remolinos, fuertes vientos y temperaturas de agua fría, se han producido una serie de muertes relacionadas con ahogamientos en el lago Piru:
- En agosto de 1994: Jesús Danilo Carranza, de 27 años falleció ahogado.[7]
- En julio de 1994: Liborio Dominguez de Long Beach.
- En septiembre de 1997: Isidro Castillo, de 22 años, de Newhall.
- En septiembre de 1997: los rescatistas recuperaron el cuerpo de Ulises Anthony Mendoza, de 30 años, de Port Hueneme.[8]
- En febrero de 1998: un empleado del lago Piru encontró flotando el cuerpo de Arthur Raymond Caladara.[8]
- En junio de 1998: el cuerpo de Vy Xuan Dang de Garden Grove, de 30 años fue encontrado por un guardaparque.
- En septiembre de 2000: Eric Cruz, de 25 años, de Van Nuys fue encontrado muerto.[8]
- En mayo de 2004: Denise Arredondo, residente de Piru de 9 años fue encontrada sin vida.[9]
- En agosto de 2008: Anatoly Naftoli Smolyansky, de 39 años se ahogó en un accidente de navegación. Smolyansky estaba en el lago con sus tres hijos cuando su hija de 5 años se cayó del bote. Saltó al agua para salvarla y desapareció bajo la superficie. El cuerpo de Smolyansky fue encontrado flotando al norte de Diablo Cove una semana después.[10]
- En mayo de 2010: Roberto Barrios de 36 años fue encontrado sin vida.[11]
- En septiembre de 2014: Se encontró el cuerpo de una mujer residente de Piru de 28 años. Más tarde se pensó que era un suicidio por ahogamiento.[12]
- En julio de 2020: la actriz Naya Rivera desapareció mientras nadaba con su hijo, según dijo el Sheriff del Condado de Ventura, Bill Ayub, Rivera reunió la energía suficiente para poner a su hijo a salvo en el bote, pero no la suficiente para conseguir subir con él. Josey, hijo de la actriz, dijo que su madre lo ayudó a subir al bote, y cuando se volteó solo la vio desaparecer bajo el agua. Una búsqueda en el lago comenzó después de que se descubrió el pontón alquilado de Rivera con su hijo dormido adentro, en el estacionamiento se halló el vehículo de quien fuera Santana López en la comedia musical Glee, dentro de él se encontraba su bolso y su identificación. Tras cinco días de intensa búsqueda, por parte de las autoridades el cuerpo de Rivera es finalmente encontrado el 13 de julio.[13][14]